# Atena Lucana
Atena Lucana község (comune) Olaszország Campania régiójában, Salerno megyében.

## Fekvése
A megye keleti részén fekszik, Campania és Basilicata határán. Határai: Brienza, Polla, Sala Consilina, San Pietro al Tanagro, Sant’Arsenio és Teggiano.

## Története
Az ókorban Atina néven volt ismert, amit valószínűleg az itt megtelepedett görög telepesek után kapott. A Lucana megnevezést a 19. században kapta, utalva arra, hogy egykoron Lucania része volt. 
Atena Lucana a Vallo di Diano legrégebbi települése, erről tanúskodnak a területén kiásott megalitikus falmaradványok, amelyeket vélhetően a Magna Graeciába érkező görög telepesek építettek. Stratégiai fekvésének köszönhetően (az Agri és a Tanagro folyók völgyeinek kereszteződésében) fontos kereskedelmi központ volt. A rómaiak idejében municípiumi rangja volt. A Nyugatrómai Birodalom bukása után hanyatlásnak indult. A 9. században szaracén kalózok elpusztították. A 11. századtól kezdődően újjáépült és nemesi családok birtoka lett egészen a 19. század elejéig, amikor a Nápolyi Királyságban felszámolták a feudalizmust. 

## Népessége
A népesség számának alakulása:

## Főbb látnivalói
- San Michele Arcangelo-templom
- San Angelo-templom
- Santa Maria-templom
- Madonna della Colomba-templom

## Közlekedés
A település vasútvonalai:
- Stazione di Atena Lucana
- Stazione di Atena Lucana (FCL)